# 东北茶藨子
东北茶藨子（学名：Ribes mandshuricum），为虎耳草科茶藨子属下的一个植物种。